# فلوريستوبوليس
فلوريستوبوليس بلدية في ولاية بارانا في المنطقة الجنوبية من البرازيل.